# Балкон
Балкон (на френски: balcon; на италиански: balcone) е архитектурна форма, представляваща издадена навън от сградата платформа, оградена с парапет или друга преграда. В повечето случаи балконът се намира на външната страна на сградата, но в редки случаи може да се срещне и във вътрешността, например в театрални и концертни зали. Също така в отделни случаи може да бъде остъклен, при което се превръща в отделно допълнително функционално помещение. Балконите в градовете често служат за отглеждане на цветя.
Най-известната сцена, свързана с балкон е тази от пиесата „Ромео и Жулиета“ на Уилям Шекспир.
Един от разновидностите на балкона е френският балкон, който е „фалшив“ или „лъжлив“ балкон и няма площадка, а само преграда.
Балага́н е дума в руския преминала от фарси (перс. بالاخانه, balaχanä / balakhaana- „горна стая“, „балкон“) .